# シルバー・シャドー (客船)
シルバー・シャドー（Silver Shadow）は、シルバーシー・クルーズが運航しているクルーズ客船。

## 概要
シルバー・シャドー級の1番船で、船体の建造をイタリアのヴィセンティーニ造船所、艤装を同じくイタリアのT.マリオッティ造船所で行い、2000年9月に竣工した。船価は1億6千万ドル。客室数は194室でオールスイート、全てが海側客室（アウトサイド・キャビン）であり、うち約81%はベランダ付きである。日本への来航は、2004年4月28日に長崎に寄港したのが初であった。その後同型の2番船が2001年に建造された。

## 同型船
- 2番船 「シルバー・ウィスパー（Silver Whisper）」

2001年7月竣工。

## 参考文献

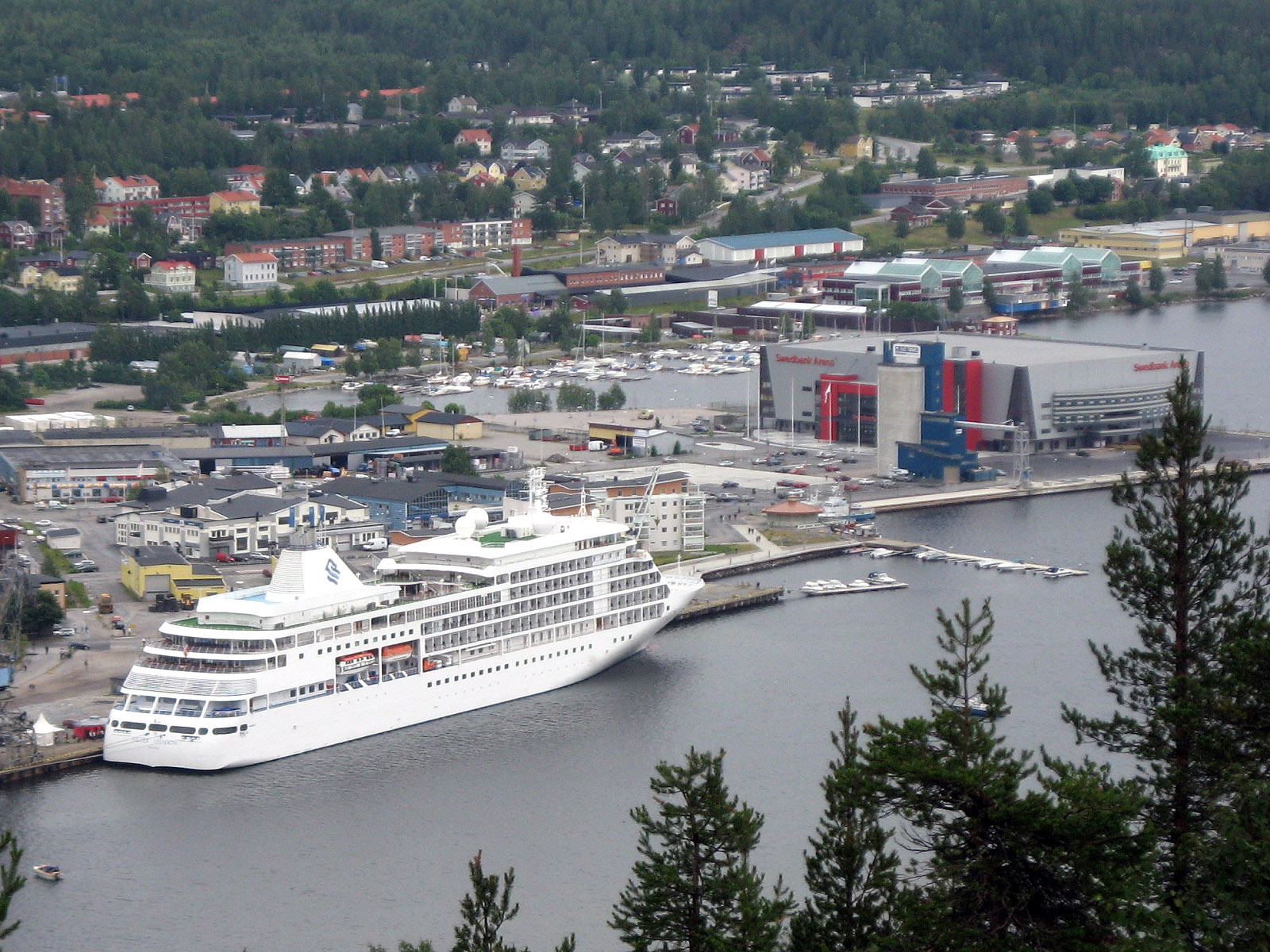
スウェーデンのエルンシェルツビクに停泊するシルバー・シャドー。